# Rachael MacFarlane
Rachael Ann MacFarlane (Kent, Connecticut, 21 maart 1976) is een Amerikaans stemactrice. Zij is vooral bekend van haar stemmen in Family Guy en American Dad!, die door haar broer Seth MacFarlane zijn gemaakt.

## Filmografie

### Bekendste stemrollen
- Johnny Bravo - verscheidene
- The Grim Adventures of Billy and Mandy - Mindy en Eris, 'the Goddess of Discord and Chaos'
- American Dad! - Hayley Smith
- Codename: Kids Next Door - Supreme Leader Numbuh 362
- Family Guy - Olivia Fuller, Meg Griffin (in de pilot) en nog andere
- What's New, Scooby-Doo? - Connie Crunch
- Static Shock - Nina Crocker/Time-Zone
- The Batman - Blaze

### Productiemanager
- The Grim Adventures of Billy and Mandy, hier schreef ze ook een aflevering voor: Educating Grim
- Welcome to Eltingville

- Gemeinsame Normdatei: 1207556424
- International Standard Name Identifier: 0000 0004 6283 8060
- Library of Congress Control Number: no2008177718
- MusicBrainz: dfab833b-62d7-476e-9301-9ba7623735ce
- Virtual International Authority File: 71220652
- WorldCat: E39PBJrmf8Rjx4bXy3WvGDTvHC